# Clivellat

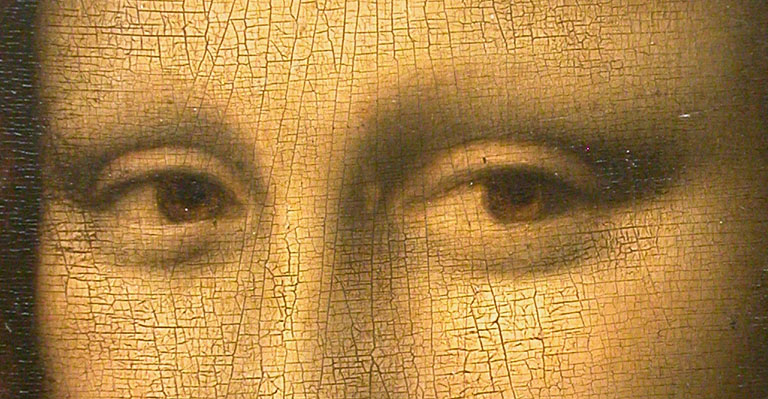
Clivellat a la Mona Lisa.

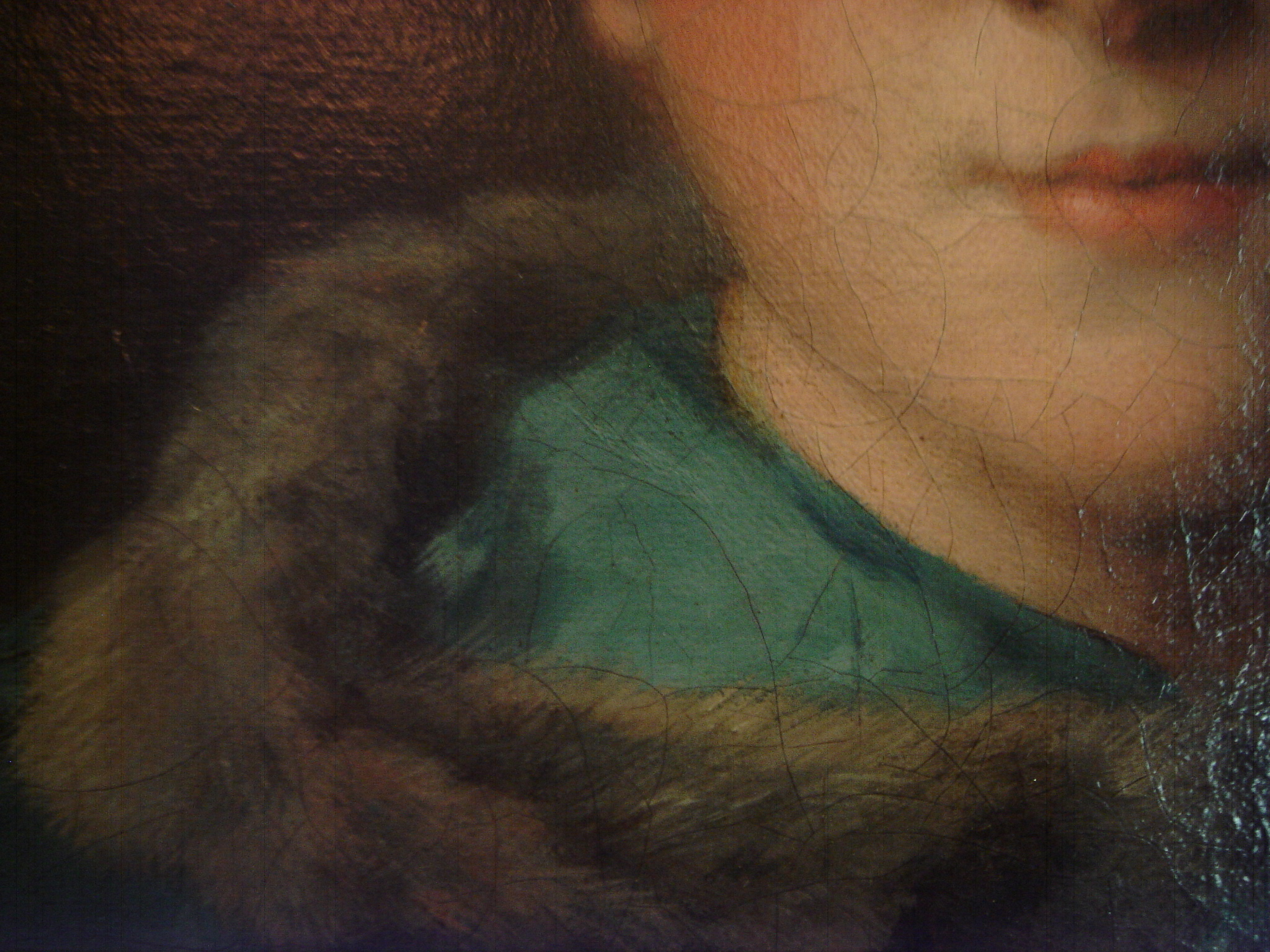
Clivellat típic francès en un retrat de c. 1750, els patrons més grans i menys regulars, amb esquerdes corbes

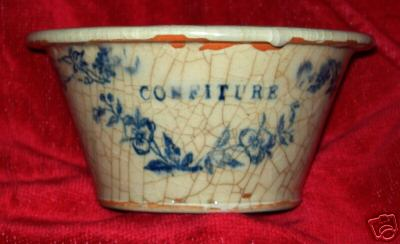
Clivellat en ceràmica

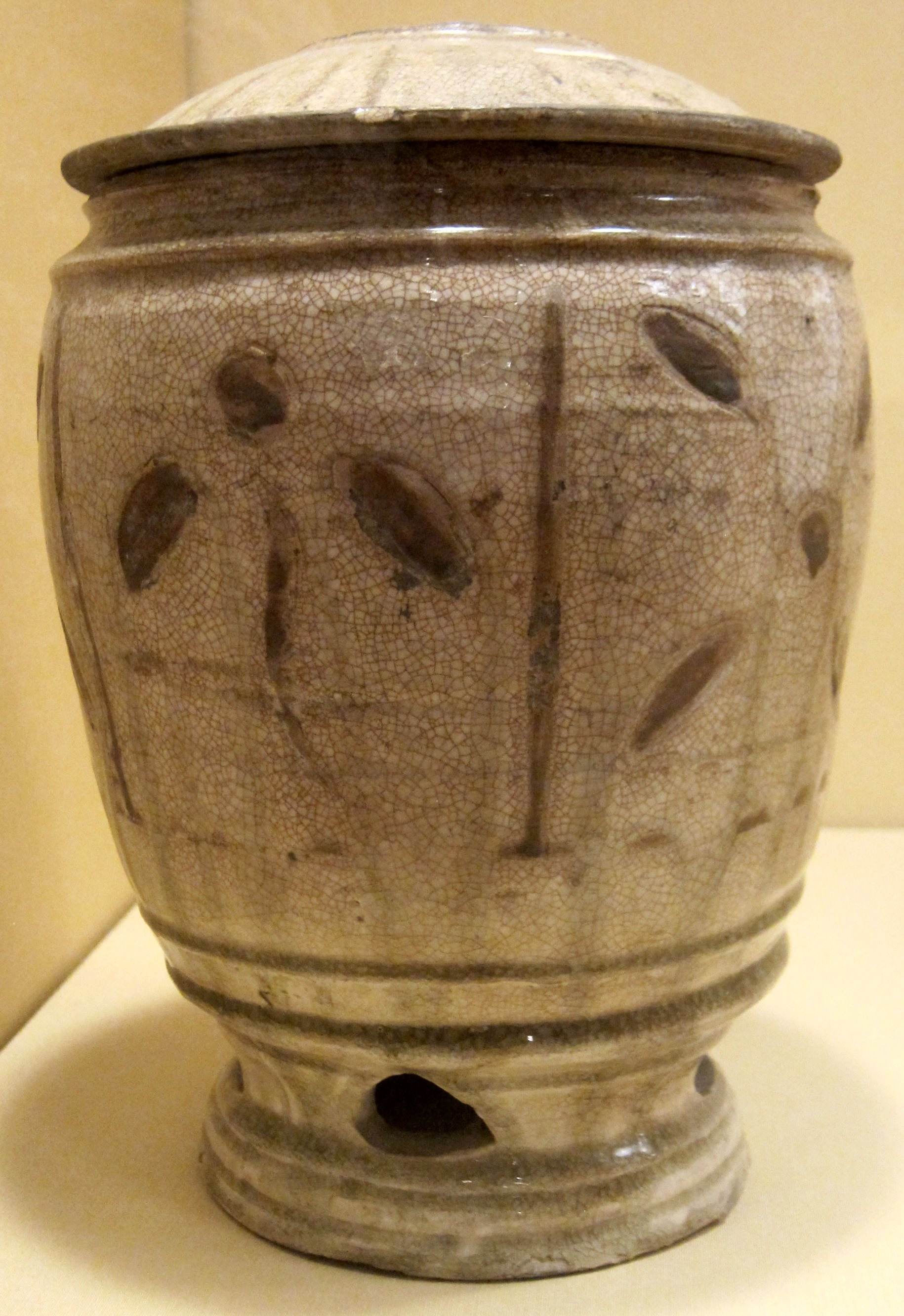
Thanh Hoa, del al XII, de porcellana amb esmalt clivellat deliberat.

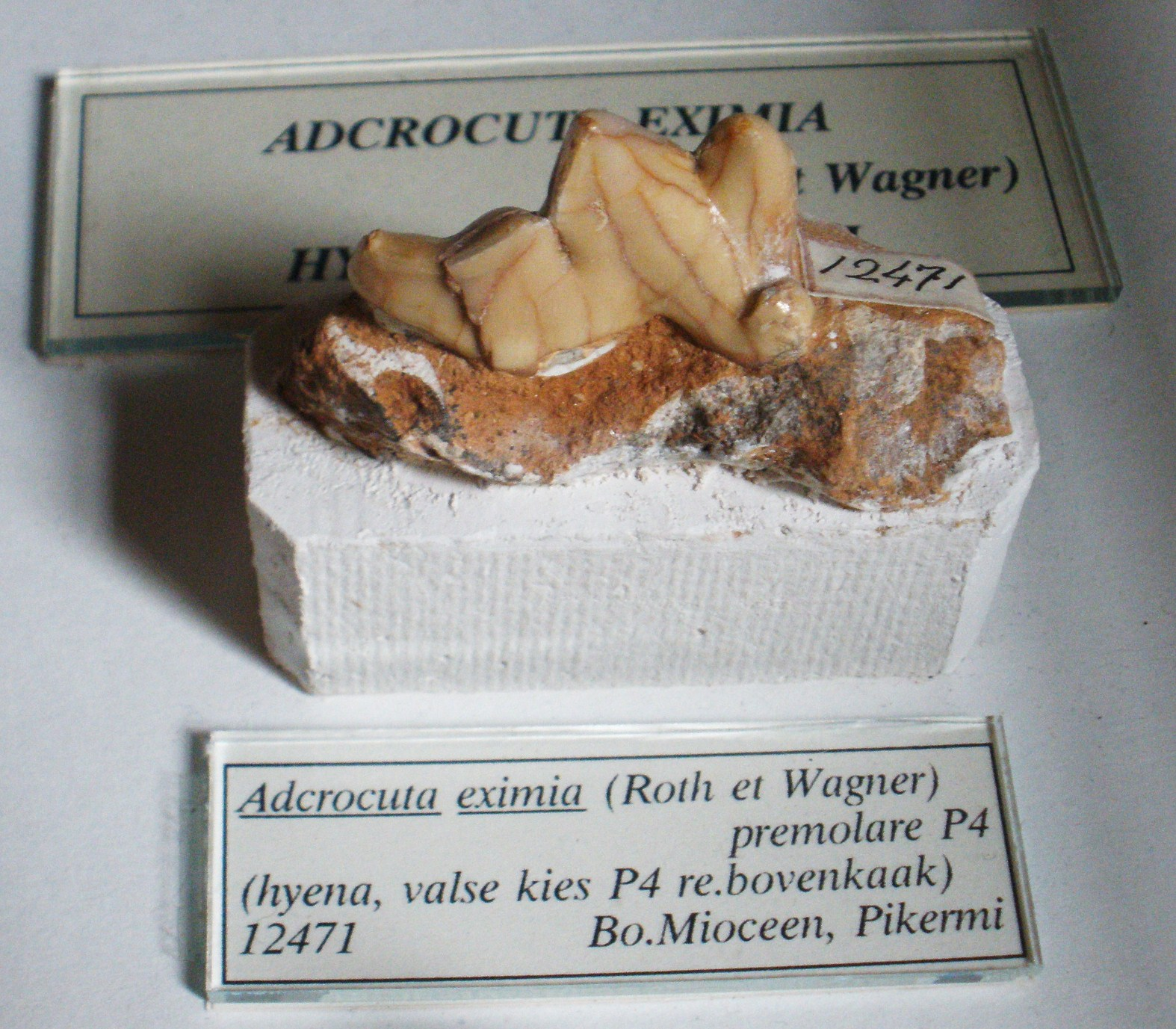
Esquerdes en les dents fossilitzades d'una hiena

El clivellat (francès craquelé, italià crettatura) és un fenomen de deteriorament comú en pintures antigues. Consisteix en l'aparició d'esquerdes, que en els casos més greus arriben a fragmentar la capa de pintura i desembocar en el seu despreniment. Aquest signe d'envelliment se sol imitar en mobles i pintures per donar-los aparença antiga.

## Característiques
Dins dels acabats és un dels més comuns, pràctics i fàcils de realitzar. Es reprodueixen les fines esquerdes que es formen sovint en la superfície de velles pintures a l'oli, pises antigues i mobles atrotinats pel pas del temps.
El clivellat es produeix naturalment per la contracció gradual i desigual de les diferents capes de pintura. Col·locar una capa de base sintètica (assecat lent) i una altra sobre de pintura de base aquosa (assecat ràpid) obtindrem aquest efecte. La pintura sintètica seca lentament generant tensions superficials durant un lapse de temps major, per això, la capa de pintura superior, que és acrílica i va assecar ràpidament, s'esquerda seguint els moviments de les tensions de la pintura de base.
Per fer vella una superfície podem recórrer a un preparat de tipus casolà o als productes elaborats especialment per aconseguir aquest efecte: 'clivelladors'. El resultat òptim d'aquests depèn que seguim al peu de la lletra les especificacions de cada fabricant. Són, en alguns casos, productes molt sensibles a la calor i als corrents d'aire, els quals modifiquen la grandària de les esquerdes.

## Clivelladors d'un component
S'apliquen en general entre dos colors contrastants, per exemple:
1. Base acrílica de color natural per assecar.
2. Aplicació de vernís clivellador tractant de no superposar material.[5]
3. Aplicació d'acrílic fosc amb pinzell o amb esponja i deixar assecar. Es pot accelerar el procés d'assecat per mitjans mecànics amb calor tebi sobre el treball a una distància no inferior a 25 cms.

En forma casolana, el clivellador d'un component pot reemplaçar-se per l'efecte que produeix una capa generosa de cola vinílica. En ambdós casos, la direcció de les pinzellades són aplicades a la capa intermèdia i seran les que definiran el sentit de les esquerdes.

## Clivellats de dos components
Aquests clivellats són aptes per clivellar bases, pintures i làmines perquè són translúcids. Per exemple:
1. Apliquem una o dues mans del primer component, mentre més capes, més grans seran les esquerdes, deixant assecar a tal punt que al tacte amb els dits tingui una petita adherència.

1. S'aplica el segon component que en assecar produeix l'efecte desitjat.

Un mètode casolà per realitzar aquest tipus de clivellat sense usar productes nocius:
1. 1 mà de goma de laca, eixugar.
2. 1 capa de cola vinílica, assecar.
3. 1 mà de goma aràbiga.

## Terminació
En el cas d'utilitzar colors contrastants per clivellar, l'efecte queda evident sense l'aplicació d'altres elements per destacar-ho. Sobre un decapatge, la trama de les esquerdes pot unir estèticament el conjunt d'elements retallats, més encara, destacades per una pàtina a l'oli, l'aigua o betum de Judea. En qualsevol cas, una vegada que el clivellat ha acabat és convenient deixar-lo reposar durant una hora abans d'aquesta aplicació. Com més gruixut sigui el vernís de base, més amples seran les esquerdes. Amb una base fina de vernís, aconseguirem esquerdes fines.

## Context: el Decapé
Quan parlem de tècnica decapé ens referim a un sistema francès de decoració que va tenir els seus orígens a l'època de Lluís XV.
El decapé consisteix a pintar els mobles de blanc, pastís, gris ... creant una veladura per suavitzar i il·luminar l'aspecte del moble. Les peces decapé harmonitzen perfectament amb les parets pintades en gris pàl·lid, blau cel, color fúcsia, verd poma ...
Els decoradors francesos, per canviar l'ornamentació dels palaus sense fer grans despeses, decapaban sobretot mobles petits i de seient i després els pintaven, d'aquí la denominació de decapé.

## Tècnica decapé: materials i elaboració
- Paper de vidre de fusta.
- Pintura plàstica mat blanca, grisa qualsevol color suau.
- Làtex.
- Pinzells i brotxes.
- Cera d'ebenista noguera.
- Pintura a l'oli color teula.

Procedirem a obrir el porus de la fusta, escatant en el sentit de la veta. Barreja a parts iguals pintura, làtex i aigua. Amb el pinzell, estén molt poca quantitat de veladura. Tot seguit, grata algunes zones amb un tros de paper de vidre de manera que les ratllades descobreixin el color de fons. Quan la veladura estigui gairebé seca, dona-li una altra mà. Les passades han de ser ràpides i amb el pinzell gairebé sec. Trenca la uniformitat del color amb una mica de pintura a l'oli. Pentina el moble amb un pinzell gairebé sec. Torna a passar el paper de vidre per algunes zones (raspat) insisteix als cantons. Enceres, deixes assecar i fregues per donar-li brillantor.